# 德杰·阿利乌
德杰·阿利乌（英語：Deji Aliu，1975年11月22日—）是尼日利亚男子田径运动员，主要参加60米、100米和200米项目，曾于1994年世界青年田径锦标赛和2003年非洲运动会田径比赛的100米项目中获得金牌，并在1992年世界青年田径锦标赛和2004年夏季奥林匹克运动会田径比赛4×100米接力项目中获得铜牌。目前仍为50米非洲室内纪录的保持者。

## 职业生涯
德杰·阿利乌在1992年世界青年田径锦标赛的200米和4×100米接力项目中首次亮相，其中在4×100米接力项目中获得了铜牌。此后，在1994年非洲青年田径锦标赛中包揽了100米和200米的金牌，并在随后进行的1994年世界青年田径锦标赛的100米和200米项目中分别获得了金牌和银牌。在此后的3年中，虽然参加了世界田径锦标赛、世界室内田径锦标赛等大型赛事，但从未获得过进入决赛的资格。不过，他仍在1996年夏季奥林匹克运动会田径比赛中亮相，完成了自己的奥运会首秀。
他终于在1999年再次获得了大型赛事的奖牌。在1999年世界田径锦标赛4×100米接力项目中，尼日利亚代表队以37.91秒的成绩刷新了非洲纪录，由此获得了铜牌。然而，由于队友因诺森特·阿松泽在2005年8月被检测出使用了兴奋剂，因此该成绩被取消，铜牌也被剥夺。此外，在1999年2月21日举办的列万国际运动会中，他在60米项目中以6.48秒的成绩成为了在该项目中非洲历史上第2快的选手，并根据中途计时的方式以5.61秒刷新了50米非洲室内纪录。在同年3月的1999年世界室内田径锦标赛的60米项目中，他首次在成人组大赛中晋级决赛，并以6.58秒的成绩位列第5名。在2000年夏季奥林匹克运动会田径比赛中，他参加了100米和4×100米接力项目，但均止步于半决赛。
2003年7月，他在阿布贾举办的100米比赛中以9.98秒的成绩突破了10秒大关。随后，在同年8月的2003年世界田径锦标赛100米项目中，他首次晋级了该项目的世锦赛决赛，并以10.21秒的成绩位列第7名。此后，由于位列第4名的杜恩·钱伯斯和第5名的蒂姆·蒙哥马利未通过兴奋剂检测，他被递补至第5名。而在4×100米接力项目中，他所在的尼日利亚代表队以38.89秒的成绩位列第5名，随后因原本获得银牌的英国代表队未能通过兴奋剂检测而被递补至第4名。同年10月，他在2003年非洲运动会田径比赛100米决赛中以9.95秒的成绩再次进入10秒大关并刷新了个人纪录，获得了该项目的金牌。
2004年8月，在2004年夏季奥林匹克运动会田径比赛中，他所代表的尼日利亚代表队以38.23秒的成绩获得4×100米接力项目铜牌。这也是他个人获得的首个奥运会奖牌。随后的几年中，他虽然多次参加了其他大型赛事，但基本上均未进入决赛。

## 个人纪录
括号内的数字为风速，单位为米每秒。
| 项目 | 个人纪录        | 创造时间       | 地点   | 备注                      |
| 室外 | 室外            | 室外           | 室外   | 室外                      |
| ---- | --------------- | -------------- | ------ | ------------------------- |
| 100m | 9.95秒（+0.6）  | 2003年10月12日 | 阿布贾 |                           |
| 200m | 20.25秒（+0.8） | 2002年6月10日  | 雅典   |                           |
| 室内 |                 |                |        |                           |
| 50m  | 5.61秒          | 1999年2月21日  | 列万   | 非洲纪录 60米项目中途计时 |
| 60m  | 6.48秒          | 1999年2月21日  | 列万   |                           |

## 主要成绩
括号内的数字为风速，单位为米每秒。
| 年份   | 赛事                 | 地点         | 项目    | 结果           | 成绩            | 备注                    |
| ------ | -------------------- | ------------ | ------- | -------------- | --------------- | ----------------------- |
| 1992年 | 世界青年田径锦标赛   | 首尔         | 200m    | 半决赛2组第4名 | 21.44秒         |                         |
| 1992年 | 世界青年田径锦标赛   | 首尔         | 4x100mR | 第3名          | 39.88秒         | 第2棒                   |
| 1994年 | 非洲青年田径锦标赛   | 阿尔及尔     | 100m    | 第1名          | 10.61秒         |                         |
| 1994年 | 非洲青年田径锦标赛   | 阿尔及尔     | 200m    | 第1名          | 21.34秒（+3.5） |                         |
| 1994年 | 世界青年田径锦标赛   | 里斯本       | 100m    | 第1名          | 10.21秒（+1.2） |                         |
| 1994年 | 世界青年田径锦标赛   | 里斯本       | 200m    | 第2名          | 20.88秒（+1.7） |                         |
| 1994年 | 世界青年田径锦标赛   | 里斯本       | 4x100mR | 预赛2组第6名   | 41.84秒         | 第4棒                   |
| 1994年 | 英联邦运动会         | 维多利亚     | 100m    | 复赛4组第5名   | 10.28秒         |                         |
| 1994年 | 英联邦运动会         | 维多利亚     | 4x100mR | 预赛弃权       | DNF             |                         |
| 1995年 | 世界田径锦标赛       | 哥德堡       | 100m    | 复赛2组第5名   | 10.36秒（0.0）  |                         |
| 1995年 | 世界田径锦标赛       | 哥德堡       | 200m    | 预赛弃权       | DNS             |                         |
| 1996年 | 夏季奥林匹克运动会   | 亚特兰大     | 100m    | 复赛1组第4名   | 10.26秒（-0.3） |                         |
| 1996年 | 夏季奥林匹克运动会   | 亚特兰大     | 4x100mR | 半决赛弃权     | DNF             | 第1棒                   |
| 1997年 | 世界室内田径锦标赛   | 巴黎         | 60m     | 半决赛犯规     | DQ              |                         |
| 1997年 | 世界田径锦标赛       | 雅典         | 200m    | 半决赛2组第7名 | 20秒78（-0.2）  |                         |
| 1999年 | 世界室内田径锦标赛   | 前桥         | 60m     | 第5名          | 6秒58           |                         |
| 1999年 | 世界田径锦标赛       | 塞维利亚     | 100m    | 复赛5组第4名   | 10秒22（-0.2）  |                         |
| 1999年 | 世界田径锦标赛       | 塞维利亚     | 4x100mR | 第3名 取消成绩 | 37.91秒 DQ      | 第4棒 非洲纪录 取消成绩 |
| 1999年 | 非洲运动会           | 约翰内斯堡   | 100m    | 第4名          | 10.11秒（0.0）  |                         |
| 2000年 | 夏季奥林匹克运动会   | 悉尼         | 100m    | 半决赛2组第6名 | 10秒32（+0.2）  |                         |
| 2000年 | 夏季奥林匹克运动会   | 悉尼         | 4x100mR | 半决赛弃权     | DNF             | 第4棒                   |
| 2001年 | 世界室内田径锦标赛   | 里斯本       | 60m     | 决赛犯规       | DQ              |                         |
| 2002年 | 英联邦运动会         | 曼彻斯特     | 100m    | 第4名          | 10.15秒（+0.2） |                         |
| 2003年 | 世界室内田径锦标赛   | 伯明翰       | 60m     | 第8名          | 6.72秒          |                         |
| 2003年 | 2003年世界田径锦标赛 | 巴黎         | 100m    | 第5名          | 10.21秒（0.0）  |                         |
| 2003年 | 2003年世界田径锦标赛 | 巴黎         | 4x100mR | 第4名          | 38.89秒         | 第4棒                   |
| 2003年 | 世界田径赛决赛       | 摩纳哥       | 100m    | 第6名          | 10.18秒（+1.9） |                         |
| 2003年 | 非洲运动会           | 阿布贾       | 100m    | 第1名          | 9.95秒（+0.6）  | 赛事纪录 个人最佳纪录   |
| 2003年 | 非洲运动会           | 阿布贾       | 4x100mR | 第2名          | 38.70秒         | 第4棒                   |
| 2004年 | 夏季奥林匹克运动会   | 雅典         | 100m    | 复赛2组第5名   | 10.26秒（0.0）  |                         |
| 2004年 | 夏季奥林匹克运动会   | 雅典         | 4x100mR | 第3名          | 38.23秒         | 第4棒                   |
| 2005年 | 2005年世界田径锦标赛 | 赫尔辛基     | 100m    | 复赛3组第5名   | 10.39秒（+0.7） |                         |
| 2005年 | 2005年世界田径锦标赛 | 赫尔辛基     | 4x100mR | 预赛2组第6名   | 39.29秒         | 第4棒                   |
| 2006年 | 世界室内田径锦标赛   | 莫斯科       | 60m     | 预赛7组第4名   | 6.78秒          |                         |
| 2006年 | 英联邦运动会         | 墨尔本       | 100m    | 半决赛2组第5名 | 10.38秒（+0.2） |                         |
| 2006年 | 英联邦运动会         | 墨尔本       | 4x100mR | 预赛弃权       | DNF             | 第4棒                   |
| 2008年 | 非洲田径锦标赛       | 亚的斯亚贝巴 | 4x100mR | 决赛弃权       | DNF             | 第1棒                   |